# Xenia Sfiri
Xenia Sfiri (en russe : Ксения Николаевна Сфири - Ksenia Nikolaïevna Sfiri), née Xenia Cheremetieva-Youssoupova à Rome le 1er mars 1942, est l'unique descendante directe de la famille Youssoupov.

## Famille
Xenia Cheremetieva-Youssoupova est la fille unique du comte Nicolas Dmitrievitch Cheremetiev et de la princesse Irina Felixovna Youssoupova, comtesse Soumarokova-Elston.
L'un de ses arrière-grands-pères est le grand-duc Alexandre Mikhaïlovitch de Russie, lui-même petit-fils du tsar Nicolas Ier de Russie et neveu du tsar Alexandre II. L'une de ses arrière-grands-mères, épouse et cousine du précédent est la grande-duchesse Xenia Alexandrovna de Russie, fille du tsar Alexandre III et sœur du tsar Nicolas II.
Le 20 juin 1965, la comtesse Xenia Nikolaïevna Cheremetieva-Youssoupova épouse à Athènes Ilias Sfiri (né le 20 août 1932 à Athènes). Une fille naît de cette union :
- Tatiana Sfiri (née le 28 août 1968 à Athènes) elle épouse en mai 1996 Alexis Giannakoupoulos (né en 1963) ; divorcée, elle épouse Anthony Vamvakidis, d'où deux filles : 
  - Marilia Vamvakidis (née le 17 juillet 2004)
  - Yasmina Xenia Vamvakidis (née le 7 mai 2006)[1],[2].

## Biographie
Figure de l'aristocratie russe, elle visite Saint-Pétersbourg dès la fin de la Perestroïka, soixante-dix ans après le départ de son grand-père. En 1998, elle donne un échantillon d'ADN afin d'identifier les restes exhumés à Ekaterinbourg et qui se révèlent être ceux de son arrière-grand-oncle, le tsar Nicolas II. 
Par un oukaze spécial du président Poutine, Xenia Sfiri devient citoyenne russe en 2000. Héritière unique de la plus grande fortune de l‘Empire russe, elle conteste la nationalisation des biens de son grand-père dans une lettre adressée au président Vladimir Poutine. Cette démarche n'aboutit à aucun résultat.
Partageant son temps entre Athènes et Paris, Xenia Sfiri est membre de plusieurs associations promouvant les liens entre la Russie et la France.

## Renaissance de la maison de couture Irfé
En 2008, grâce à Olga Sorokina, directrice et styliste, aidée par la comtesse Xenia Nikolaïevna Cheremetieva-Youssoupova, la maison de couture IRFÉ connaît une nouvelle vie. Le 25 mars 2009, cette maison de couture créée en 1924 par son grand-père et sa grand-mère présente sa première collection au palais de Tokyo, et de nombreux journalistes assistant au défilé de mode. La confection de ces vêtements rappelle un autre temps (les collections lancées par le prince et la princesse Youssoupov entre 1924 et 1929). Jusqu'à nos jours, la comtesse garde précieusement la composition des parfums héritée de la famille Youssoupov. Xenia Nikolaïevna Cheremetieva-Youssoupova profite de cet événement pour annoncer le lancement d'une nouvelle ligne de parfums. Après avoir ouvert un magasin à Paris, IRFÉ projette également d'ouvrir des maisons de couture à Moscou en 2010 puis à Milan et dans d'autres villes dans le monde. La maison de couture IRFÉ projette également de lancer une ligne de bijoux et de montres copiés sur les bijoux détenus par les familles Youssoupov et Cheremetiev et sur les prestigieux joyaux de la Maison Romanov.